# Synapsis ochii
Synapsis ochii är en skalbaggsart som beskrevs av Masumoto 1995. Synapsis ochii ingår i släktet Synapsis och familjen bladhorningar. Inga underarter finns listade i Catalogue of Life.